# Madeleine Clemenceau-Jacquemaire
Madeleine Clemenceau-Jacquemaire, née le 2 juin 1870 à La Réorthe, en Vendée, et morte le 8 février 1949 à Paris, est une romancière, biographe et traductrice française.

## Biographie
Madeleine est la fille ainée de Mary Plummer et de Georges Clemenceau. Elle a une sœur, Thérèse, et un frère, Michel. Georges Clemenceau s'occupe peu de ses enfants. Madeleine raconte son enfance et son adolescence en Vendée, dans un livre autobiographique paru en 1928 : Le pot de basilic.
Le 29 mai 1889, Madeleine Clemenceau épouse, à la mairie du 5e arrondissement de Paris, Numa Jacquemaire, avocat à la cour d'appel de Paris. Elle a 19 ans et son mari 32 ans. Ils ont un enfant, René, né en 1894.
Une rumeur tenace veut qu'en 1902 Numa ait surpris Madeleine avec un amant, Maurice Bernard, et qu'il se soit alors tiré une balle dans la tête. Il meurt le 26 septembre 1902 à Meung-sur-Loire. Rien ne permet de confirmer cette rumeur dans le constat de décès et la presse de l'époque n'y fait pas écho.
Durant la Première Guerre mondiale, Madeleine Clemenceau est infirmière major. Dès 1915, elle est citée à l'ordre de l'armée pour sa bravoure : « Madame Jacquemaire-Clemenceau, infirmière de l’Union des femmes de France a non seulement donné aux blessés ses soins les plus dévoués mais a aidé à leur transport effectué après un violent bombardement, en donnant des preuves d’un esprit de décision de sang-froid remarquable ». À la fin de la guerre, Madeleine écrit et publie en 1919 Les hommes de bonne volonté dans lequel elle fait le récit du rôle des infirmières et commente ce qu'elle a vu, sous forme romancée, sans jamais parler à la première personne. L'ouvrage est salué pour sa fidélité dans la description de ce qu'ont vécu les combattants. En 1931, Madeleine Clemenceau-Jacquemaire publie une sorte de pendant à cet ouvrage : Les hommes de mauvaise volonté dans lequel elle dénonce les hommes qui abusent de leur pouvoir médical ou militaire, elle en décrit les graves conséquences. Elle affirme que « l’homme n’a pas l’habitude de voir la femme travailler au même plan que lui. Il est gêné pour la commander dès qu’elle n’est plus servante. »
Après la guerre, Madeleine tient salon, publie des romans et biographies, elle est une femme de lettres reconnue dans la société parisienne.
Son fils René Jacquemaire, devenu médecin, chirurgien, meurt en 1931 victime d‘une exposition trop importante et prolongée aux rayons X,. Il est, après son décès nommé chevalier dans l'ordre de la Légion d'honneur. il avait épousé en 1917 Marguerite Di Pietro-Lanvin, fille de Jeanne Lanvin. Le couple n'eut pas d'enfant et divorça en 1922. Marguerite épousa deux ans plus tard le comte Jean de Polignac et parvint à conserver l'affection de Georges Clemenceau.

## Prix
Madeleine Clemenceau-Jacquemaire a reçu trois prix de l'Académie française :
- en 1925, prix Langlois pour la traduction de Un parfait gentilhomme et quelques autres d'Achmed Abdullah ;
- en 1936, prix d'Académie pour Monime, reine de Pont ;
- en 1947, prix d'académie : « pour l’ensemble de son œuvre historique et romanesque nous avons attribué à Mme Madeleine Clemenceau-Jacquemaire un Prix d’Académie d’une importance exceptionnelle, à l’occasion de son nouveau livre : La vie sensible de Louis XIV[12]. »

## Publications

### Auteure
- La Vie sensible de Louis XIV, 1660-1674, Paris, 1946, éditions du Pavois, 531 p.
- Soraïda, roman, Paris, 1936, ed. Eugène Figuière, 255 p.
- Monime, reine de Pont, roman, Paris, 1935, Perrin, 271 p.
- Les hommes de bonne volonté, Paris, 1919, Calmann-Lévy, 266 p.
- Les Hommes de mauvaise volonté , Paris, 1931, Éditions des Portiques, 253 p.
- Le Gagnant ou les Roses sans épines, Paris, 1930, : Firmin-Didot et Cie éditeurs, 214 p.
- Juliette ou la Gourmandise, Paris, 1930, Plon, 247 p.
- Madame Roland , Paris, 1926,    les Petits-fils de Plon et Nourrit, 128 p.lire en ligne sur Gallica
- Vie de Madame Roland, Paris, 1929,  éditions Jules Tallandier, 2 vol., 291 p.
- Le Pot de basilic, Paris, 1928,  éditions J. Tallandier, 271 p.

### Traductrice
Beckford, William Lettres d'Espagne et de Portugal. 1787-1788, introduction de G. Jean-Aubry, Paris, 1936,  Eugène Figuière, 269 p.
Achmed-Abdullah Un parfait gentilhomme et quelques autres, Paris, 1924,  Perrin et Cie, 241 p.